# Strahomer
Strahomer (Duits: Höflein bei Brunndorf) is een plaats in Slovenië en maakt deel uit van de gemeente Ig in de NUTS-3-regio Osrednjeslovenska. De plaats telde 153 inwoners op 1 januari 2020.

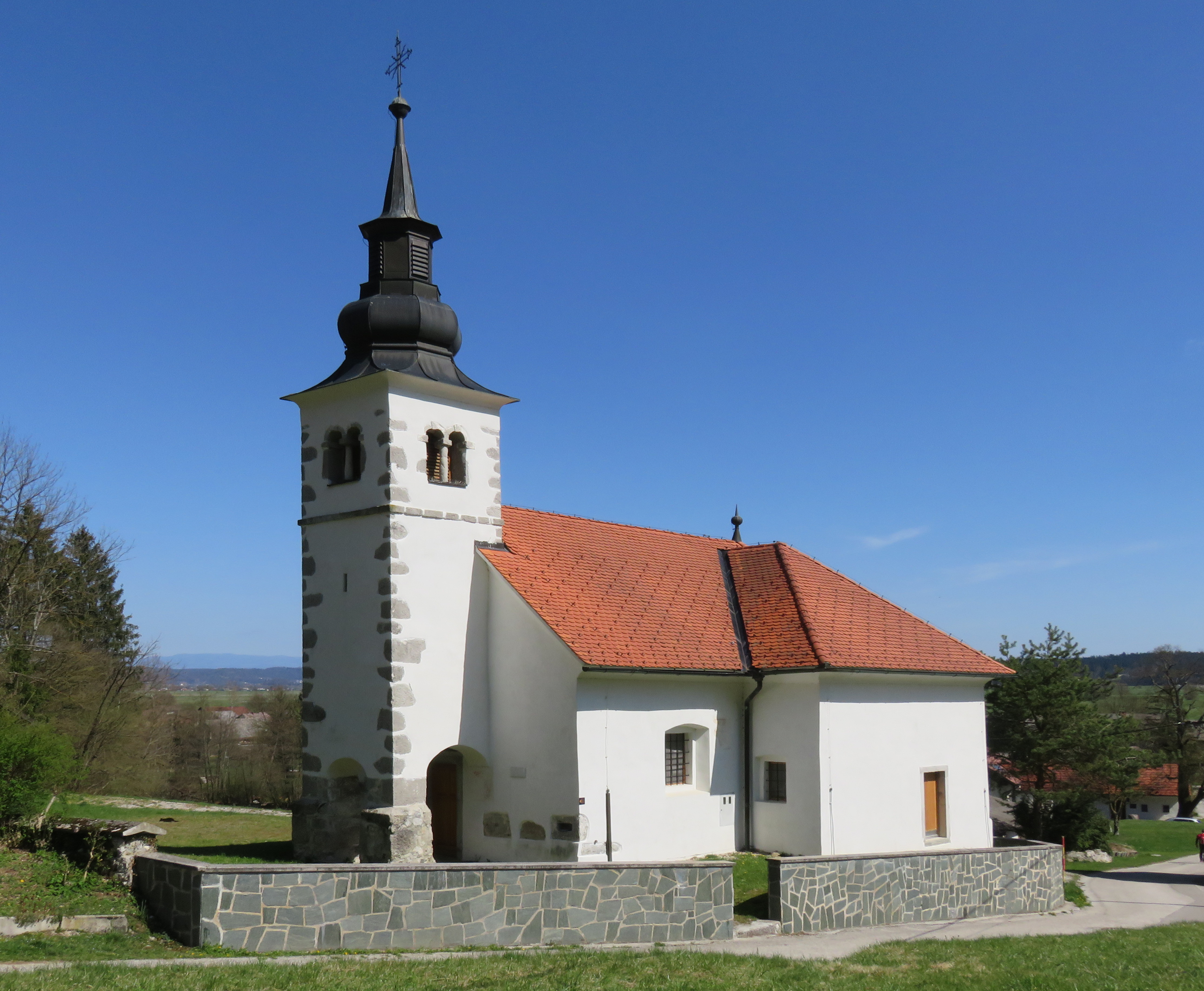
Sint Jakobuskerk